# 12 septembre 1956
Le mercredi 12 septembre 1956 est le 256e jour de l'année 1956.

## Naissances
- Alexander L. Wolf, informaticien américain
- Claude Sevenier, footballeur français
- Clemon Johnson, joueur de basket-ball américain
- Dag Otto Lauritzen, cycliste norvégien
- Gérardo Giannetta, joueur de football français
- Jocelyne Porcher, sociologue française
- Leslie Cheung (mort le 1er avril 2003), chanteur et acteur hongkongais
- Marika Gombitová, chanteuse auteur-compositeur-interprète slovaque
- Ricky Rudd, pilote automobile américain
- Roger Moreira, musicien brésilien
- Sam Brownback, personnalité politique américaine

## Décès
- George Gillett (né le 23 avril 1877), joueur de rugby
- Hans Carossa (né le 15 décembre 1878), écrivain allemand
- John Garstang (né le 5 mai 1876), archéologue, égyptologue et orientaliste britannique
- Lucy Noël Leslie Martha (née le 25 décembre 1878), comtesse écossaise
- Malik Ghulam Muhammad (né le 20 avril 1895), homme politique pakistanais
- Sándor Festetics (né le 31 mai 1882), noble et homme politique hongrois
- Théo Bretin (né le 11 janvier 1879), personnalité politique française